# Боян Урумов
Боян Георгиев Урумов е български офицер (генерал-майор).

## Биография
Роден е на 30 март 1892 г. в Кюстендил. Завършва Военното училище в София (1911) и Военната академия (1930).

## Военна служба
Служи в Осемнадесети артилерийски полк, Двадесет и трети пехотен шипченски полк, адютант на Артилерийската инспекция.
През 1928 г. е назначен за командир на отделение в Четвърти артилерийски полк, 1930 – 32 учи във Военната академия. След завършването и е командир на отделение в Четвърти армейски артилерийски полк. Последователно е инспектор на класовете във Военното училище (1933), в Щаба на армията (1933), началник на отделение в Щаба на армията (1934), началник на ШЗО (1934), началник на Учебния отдел в Щаба на армията (1935). През 1934 г. става член на Военния съюз. На 18 октомври 1935 г. е уволнен от армията, заедно с други висши офицери, заподозрени в участие в опита за преврат.
На 17 септември 1944 г. е назначен за командир на Четвърта българска армия, която през октомври 1944 г. заедно със съветските войски настъпва по направление Царево село и Кочани.
На 30 октомври 1944 г. е заменен от генерал Асен Сираков и е назначен за командир на Седма българска армия. От 1945 г. е началник на отдел „Доставки и поддръжка“. През периода 1951 – 53 г. е сътрудник на военноисторическия отдел на Генералния щаб. Достига до чин генерал-лейтенант.

## Военни звания
- Подпоручик (22 септември 1911)
- Поручик (1 ноември 1913)
- Капитан (30 май 1917)
- Майор (15 март 1923)
- Подполковник (1 април 1927)
- Полковник (6 май 1933)
- Генерал-майор (3 октомври 1938)
- Генерал-лейтенант (неизв.)